# یواس‌اس باکینگهام (ای‌پی‌ای-۱۴۱)
یواس‌اس باکینگهام (ای‌پی‌ای-۱۴۱) (به انگلیسی: USS Buckingham (APA-141)) یک کشتی بود که طول آن ۴۵۵ فوت ۰ اینچ (۱۳۸٫۶۸ متر) بود. این کشتی در سال ۱۹۴۴ ساخته شد.